# Kenilworth (Illinois)
Kenilworth es una villa ubicada en el condado de Cook, Illinois, Estados Unidos. Según el censo de 2020, tiene una población de 2514 habitantes.
Está situada a unos 24 km al norte del centro de la ciudad de Chicago.
En 2018, era la octava comunidad más rica en los Estados Unidos. El precio medio de una vivienda en la villa era de $ 1,500,000.

## Geografía
La localidad está ubicada en las coordenadas 42°5′20″N 87°42′52″O / 42.08889, -87.71444. Según la Oficina del Censo de los Estados Unidos, Kenilworth tiene una superficie total de 1.57 km², correspondientes en su totalidad a tierra firme.

## Demografía
Según el censo de 2020, hay 2514 personas residiendo en Kenilworth. La densidad de población es de 1601,27 hab./km². El 89.1% de los habitantes son blancos, el 0.4% son afroamericanos, el 0.2% son amerindios, el 4.2% son asiáticos, el 0.6% son de otras razas y el 5.4% son de una mezcla de razas. Del total de la población, el 4.1% son hispanos o latinos de cualquier raza.
De acuerdo con la estimación 2015-2019 de la Oficina del Censo, los ingresos medios de los hogares de Kenilworth son de $ 227,404, mientras que en el estado de Chicago son de $ 69,187.